# Sdružení Ackermann-Gemeinde
Sdružení Ackermann-Gemeinde, z.s. (SAG) vzniklo na počátku roku 1999 v České republice jako občanské sdružení.

## Činnost sdružení
Činnost sdružení navazuje na působení spolku Ackermann-Gemeinde, působícího od roku 1946 nejdříve v Německu a později – od roku 1991 – i v Československu. Sdružení Ackermann-Gemeinde se hlásí k morálnímu odkazu tohoto spolku a k jeho nejlepším tradicím.
Název Ackermann-Gemeinde je odvozen od literárního díla ze 14. stol. Ackermann aus Böhmen („Oráč z Čech“, Vyšehrad, 1994), které napsal Jan ze Žatce, rodák ze západních Čech a notář Nového Města pražského. Jedná se o dialog člověka se smrtí o životě a smrti, o smyslu života, o bolesti a lidském utrpení. Zakladatelé Ackermann-Gemeinde byli natolik zasaženi tímto dílem, že po něm pojmenovali svoji organizaci. Sdružení Ackermann-Gemeinde je od roku 1999 zapsaným spolkem podle českého práva.

## Galerie

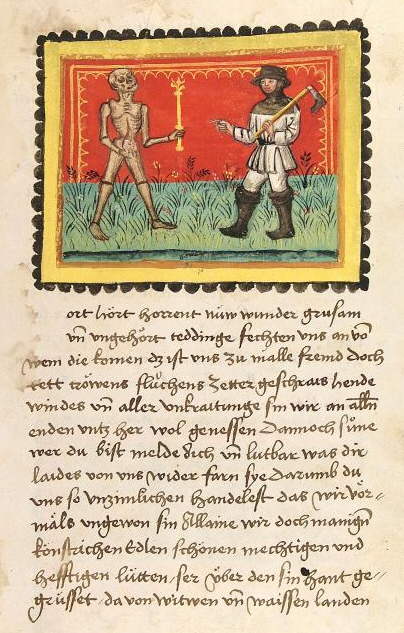
Heidelberský rukopis Oráč z Čech, obrázek Oráč a Smrt z 2. kapitoly. Stuttgart, kolem roku 1470
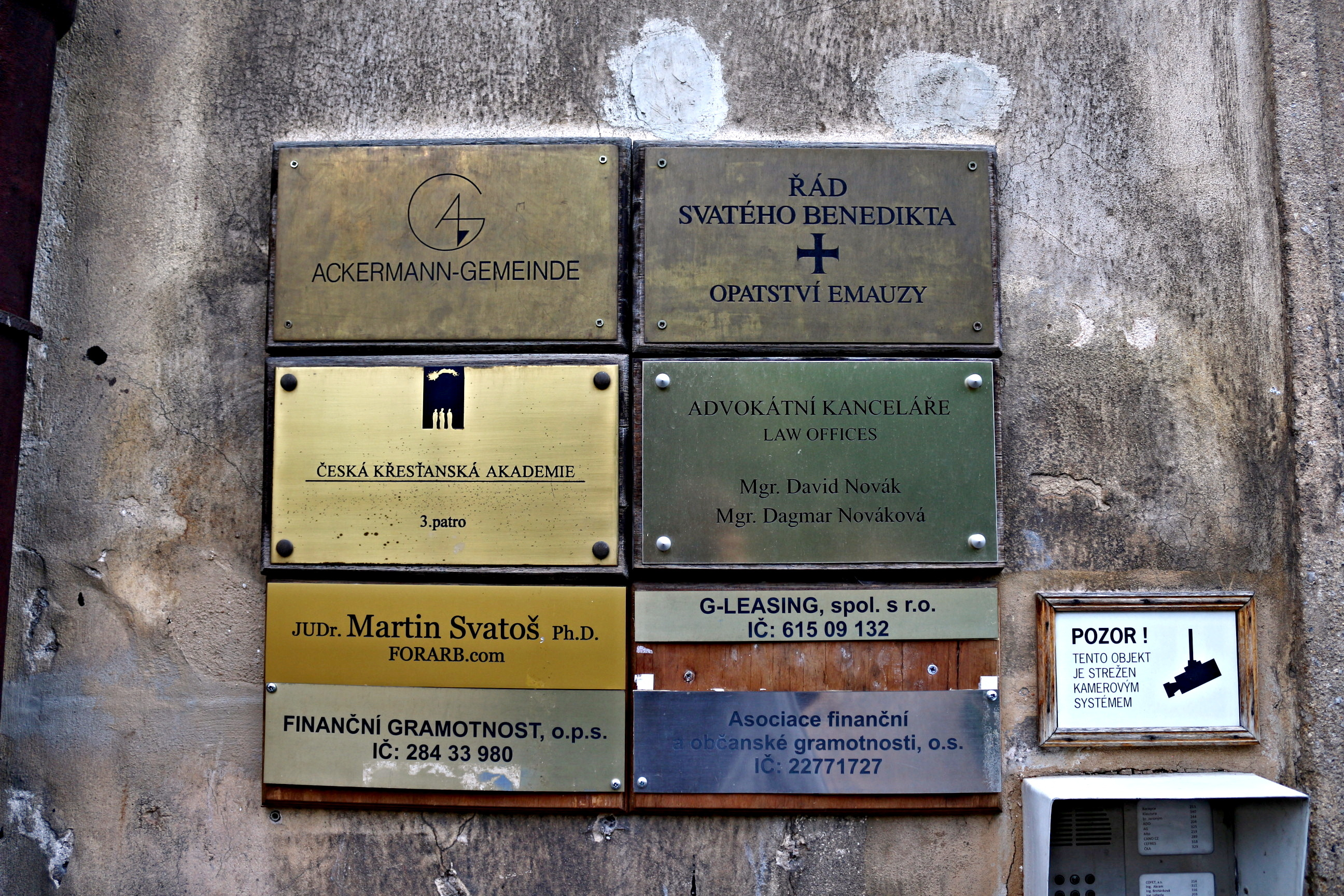
Informační cedule Ackermannova sdružení na budově Emauzského opatství